# Noah Hawley
Noah Hawley, nascido no ano de 1967, é um escritor e produtor de televisão americano, roteirista e autor de best-sellers, conhecido por criar e escrever as séries de televisão do canal FX, Fargo (2014 – ano  atual) e Legião (2017–2019). Hawley trabalhou anteriormente na série de televisão Bones (2005 – 2008), The Unusuals (2009) e My Generation (2010).

## Infância
Hawley nasceu na cidade de Nova York, onde também foi criado. Sua mãe, de nome Louise Armstrong, foi uma escritora de não-ficção e ativista, e sua avó materna uma dramaturga. Seu pai, Tom Hawley, era um empresário.  Ele ainda tem um irmão gêmeo, Alexi, que é escritor do programa de televisão The Follow e criador da série State of Affairs.
Hawley formou-se na Sarah Lawrence College em ciências políticas, no ano de 1989. Trabalhou para a Legal Aid Society na cidade de Nova York, lidando com casos envolvendo abuso infantil e casos de negligência. Mais tarde, mudou para a cidade de San Francisco. Trabalhou ainda em programação de computadores em escritórios de advocacia e como técnico jurídico.

## Carreira

### Livros
Hawley publicou cinco livros de romances intitulados: A Conspiracy of Tall Men (1998), Other People's Weddings (2004), The Punch (2008), The Good Father (2012) e Before the Fall (2016).

### Televisão

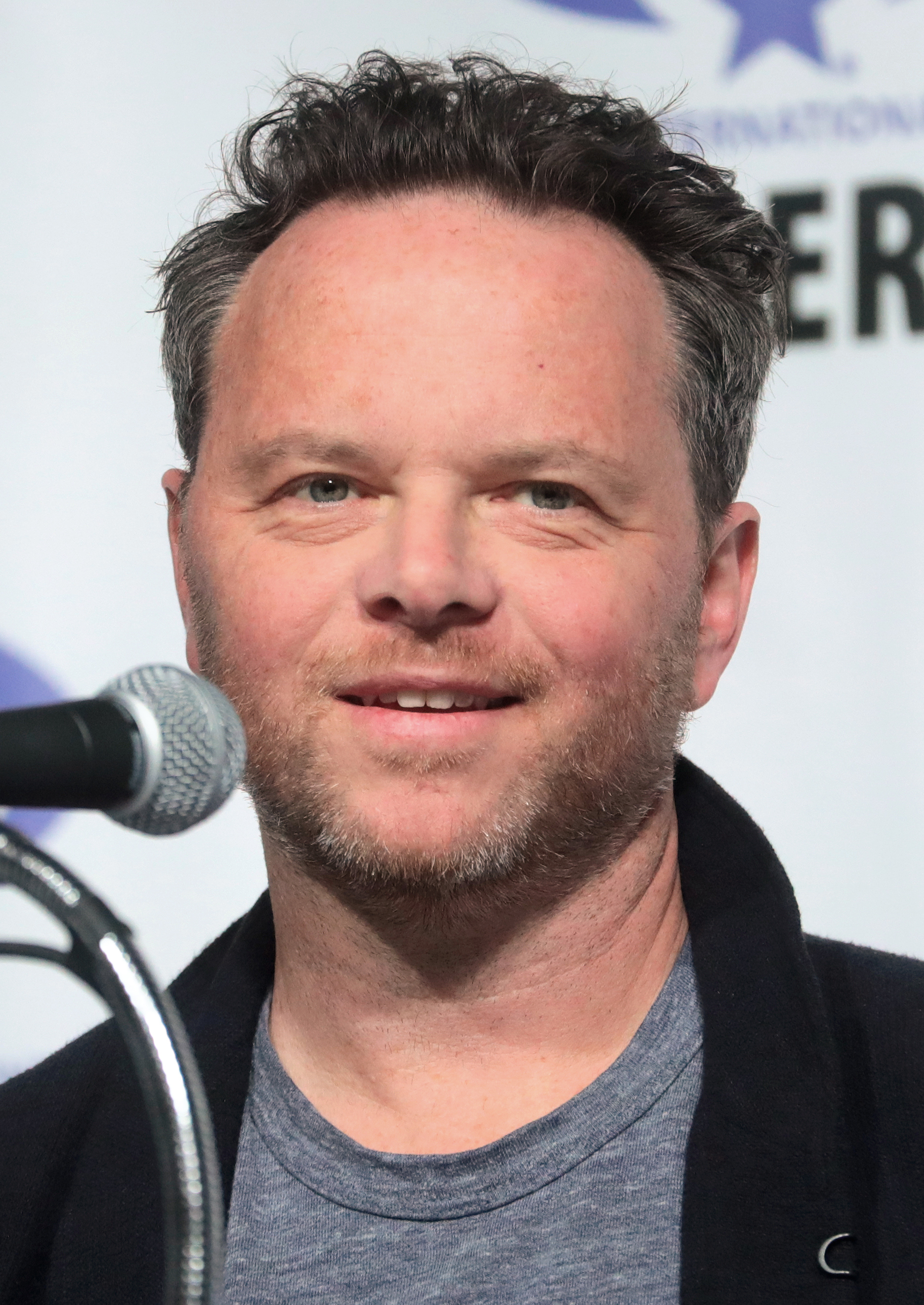
Hawley no WonderCon 2019, promovendo Legion

Hawley foi escritor e produtor das três primeiras temporadas da série de televisão Bones (2005–2008). Ele também foi criador e produtor executivo das séries The Unusuals (2009) e My Generation (2010).
Hawley é o criador, escritor principal e produtor executivo da série de antologia Fargo (2014), baseada no filme homônimo dos irmãos Coen de 1996. Em 25 de agosto de 2014, Fargo ganhou o Primetime Emmy Award de Melhor Minissérie, junto com 17 indicações adicionais no 66º Primetime Emmy Awards. No total, a série foi indicada para 113 prêmios desde sua estreia, epremiada em 32 deles. A quarta temporada de Fargo estreou em 27 de setembro de 2020.
Em dezembro de 2015, Hawley estendeu seu contrato de produção com o canal FX. Ele escreveu e foi produtor executivo de Legion, uma série de televisão FX baseada no personagem de quadrinhos da Marvel. Hawley irá escrever e ser produtor executivo de uma adaptação para uma série chamada Cat's Cradle de Kurt Vonnegut para a FX. Ele será também o produtor executivo de duas adaptações adicionais para FX: Hellhound on His Trail, baseado no livro de mesmo nome, e The Hot Rock, também baseado em livro.

### Filmes
Hawley escreveu o roteiro original do filme The Alibi (2006).
Em setembro de 2014, foi veiculado que Hawley havia assinado um contrato com a Universal Pictures para trabalhar no roteiro de um projeto futuro da Dark Universe.  A Sony Pictures adquiriu os direitos do seu último romance, Before the Fall, com ele escrevendo o roteiro para o filme. Em 20 de julho de 2017, Hawley anunciou na Comic Con que está escrevendo e dirigindo um filme de Doctor Doom com a 20th Century Fox. Em 2019, estreou na direção com Lucy in the Sky, um drama estrelando Natalie Portman como astronauta, para a Fox Searchlight. Ele também foi escalado para dirigir Man Alive, em um roteiro de ficção científica do roteirista estreante Joe Greenberg.
Em novembro de 2019, foi veiculado que Hawley estaria escrevendo e dirigindo o quarto filme da franquia Star Trek reiniciada. Ele terminou o roteiro em setembro de 2020. O filme contaria com uma nova tripulação, embora ambientada no mesmo universo.

## Vida pessoal
Hawley mora em Austin, Texas e Los Angeles, Califórnia, com sua esposa, Kyle Hawley, e seus dois filhos.

## Filmografia

### Televisão
| Ano            | Título        | Criadores | Criadores | Criadores          | Notas       |
| Ano            | Título        | Diretor   | Escritor  | Produção executiva | Notas       |
| -------------- | ------------- | --------- | --------- | ------------------ | ----------- |
| 2005–2008      | Bones         |           | Sim       |                    | 6 episódios |
| 2009           | The Unusuals  |           | Sim       | Sim                | 3 episódios |
| 2010           | My Generation |           | Sim       | Sim                | 2 episódios |
| 2014–Ano atual | Fargo         | Sim       | Sim       | Sim                |             |
| 2017–2019      | Legion        | Sim       | Sim       | Sim                |             |

### Filmes
| Ano  | Título                       | Criadores | Criadores | Criadores | Notas                                                         |
| Ano  | Título                       | Diretor   | Escritor  | Produtor  | Notas                                                         |
| ---- | ---------------------------- | --------- | --------- | --------- | ------------------------------------------------------------- |
| 2006 | The Alibi                    |           | Sim       |           |                                                               |
| 2019 | Lucy in the Sky              | Sim       | Sim       | Sim       | Estreantes Co-roteiro por Brian C. Brown e Elliott DiGuiseppi |
| TBA  | Star Trek (filme sem título) | Sim       | Sim       | TBA       |                                                               |

## Livros publicados
- Hawley, Noah (1998). A Conspiracy of Tall Men. [S.l.]: Harmony. ISBN 978-0609602805
- Hawley, Noah (2004). Other People's Weddings. [S.l.]: St. Martin's Press. ISBN 978-0312322731
- Hawley, Noah (2008). The Punch: A Novel. [S.l.]: Chronicle Books. ISBN 978-0811864299
- Hawley, Noah (2012). The Good Father. [S.l.]: Doubleday. ISBN 978-0385535533
- Hawley, Noah (2016). Before the Fall. [S.l.]: Grand Central. ISBN 978-1455561780

## Prêmios e indicações
| Ano  | Prêmio                             | Categoria                                                              | Trabalhos |
| ---- | ---------------------------------- | ---------------------------------------------------------------------- | --------- |
| 2014 | Prêmio Emmy do horário nobre       | Melhor Série Limitada                                                  | Fargo     |
| 2014 | Prêmio Emmy do horário nobre       | Melhor roteiro para uma série limitada, filme ou especial dramático    | Fargo     |
| 2014 | Prêmio Critics 'Choice Television  | Melhor Minissérie                                                      | Fargo     |
| 2014 | Prêmio Producers Guild of America  | Melhor longa duração para TV                                           | Fargo     |
| 2014 | Prêmio Globo de Ouro               | Melhor Minissérie                                                      | Fargo     |
| 2015 | Prêmio Emmy do horário nobre       | Melhor Série Limitada                                                  | Fargo     |
| 2015 | Prêmio Emmy do horário nobre       | Melhor direção para uma série limitada, filme ou especial dramático    | Fargo     |
| 2015 | Prêmio Emmy do horário nobre       | Melhor roteiro para uma série limitada, filme ou especial dramático    | Fargo     |
| 2015 | Prêmio "Critics Choice Television" | Melhor Minissérie                                                      | Fargo     |
| 2015 | Prêmio Producers Guild of America  | Melhor Longa Duração para TV                                           | Fargo     |
| 2015 | Prêmio Globo de Ouro               | Melhor Minissérie                                                      | Fargo     |
| 2015 | Prêmio Writers Guild of America    | Longa Duração Adaptado                                                 | Fargo     |
| 2017 | Prêmio Emmy do horário nobre       | Melhor Série Limitada                                                  | Fargo     |
| 2017 | Prêmio Emmy do horário nobre       | Excelente direção para uma série limitada, filme ou especial dramático | Fargo     |
| 2017 | Prêmio Emmy do horário nobre       | Excelente escrita para uma série limitada, filme ou especial dramático | Fargo     |
| 2017 | Prêmio Writers Guild of America    | Longa Duração Adaptado                                                 | Fargo     |